# فهرست روشن‌ترین ستارگان
| فهرست‌های ستاره‌شناسی |
| --- |
| - فهرست صورت‌های فلکی - فهرست صورت‌های فلکی بر پایه وسعت - فهرست نام‌های سنتی ستارگان - فهرست روشن‌ترین ستارگان - فهرست درخشان‌ترین ستارگان - فهرست ستارگان نزدیک - فهرست نامگان سیارات - فهرست قمرها - فهرست معروف‌ترین ستاره‌های متغیر - فهرست سیارات فراخورشیدی رکورددار - فهرست اجرام مسیه - فهرست ستارگان بر پایه صورت فلکی - فهرست سحابی‌ها |

این فهرستی است از روشن‌ترین ستارگان آسمان شب به ترتیب از پرنورترین به کم‌نورترین است. این فهرست تا قدر ظاهری ۲ ادامه دارد.
قدر ظاهری همهٔ ستارگان به درخشندگی و دوری آنها از ما وابسته است.
برای نمونه ستارهٔ سهیل در اصل بسیار روشن‌تر از ستارهٔ شباهنگ است ولی بخاطر این‌که سهیل در سنجش با شباهنگ از ما خیلی دورتر است قدر ظاهری آن در مرتبه بعد از شباهنگ است.
برای مشاهدهٔ فهرست ستارگان بر اساس قدر مطلق به فهرست درخشان‌ترین ستارگان مراجعه کنید.
برای فهرستی از کلیه ستارگان شناخته‌شده در گذشته به فهرست نام‌های سنتی ستارگان بازگردید.
| ترتیب | قدر ظاهری | نام در فارسی     | نامگذاری بایر            | نام انگلیسی               |
| ----- | --------- | ---------------- | ------------------------ | ------------------------- |
| ۱     | ۲۶٫۵-     | خورشید           | -                        | Sun                       |
| ۲     | ۱٫۴۶-     | شباهنگ           | آلفا سگ بزرگ (α CMa)     | Sirius                    |
| ۳     | ۰٫۷۲-     | سهیل             | آلفا شاه‌تخته (α Car)     | Canopus                   |
| ۴     | ۰٫۰۴-     | نگهبان شمال      | آلفا گاوران (α Boo)      | Arcturus                  |
| ۵     | ۰٫۰۱-     | رجل قنطورس       | آلفا قُنطورس ۱ (α۱ Cen)   | Alpha Centauri            |
| ۶     | ۰٫۰۳      | کرکس نشسته       | آلفا شلیاق (α Lyr)       | Vega                      |
| ۷     | ۰٫۰۸      | سروش             | آلفا ارابه‌ران (α Aur)    | Capella                   |
| ۸     | ۰٫۱۲      | پای شکارچی       | بتا شکارچی (β Ori)       | Rigel                     |
| ۹     | ۰٫۳۸      | شِعرای شامی       | آلفا سگ کوچک (α Cmi)     | Procyon                   |
| ۱۰    | ۰٫۴۶      | آخرالنهر         | آلفا نهر (α Eri)         | Achernar                  |
| ۱۱    | ۰٫۵*      | اِبط‌الجوزا        | آلفا شکارچی (α Ori)      | Betelgeuze                |
| ۱۲    | ۰٫۶۱      | حَضار             | بتا قنطورس (β Cen)       | Agena یا Hadar            |
| ۱۳    | ۰٫۷۷      | کرکس پرنده       | آلفا عقاب (α Aql)        | Altair                    |
| ۱۴    | ۰٫۸۵*     | دَبَران            | آلفا گاو (α Tau)         | Aldebaran                 |
| ۱۵    | ۰٫۹۶      | قلب عقرب         | آلفا کژدم (α Sco)        | Antares                   |
| ۱۶    | ۰٫۹۸      | سماک اعزل        | آلفا دوشیزه (α Vir)      | Spica                     |
| ۱۷    | ۱٫۱۴      | سرپسین           | بتا دوپیکر (β Gem)       | Pollux                    |
| ۱۸    | ۱٫۱۶      | فَم‌الحوت          | آلفا ماهی جنوبی (α PsA)  | Fomalhaut                 |
| ۱۹    | ۱٫۲۵      | چلیپا            | بتا چلیپا (β Cru)        | Becrux                    |
| ۲۰    | ۱٫۲۵      | دنب              | آلفا ماکیان (α Cyg)      | Deneb                     |
| ۲۱    | ۱٫۳۳      | آلفا صلیب        | آلفا چلیپا (α Cru)       | Acrux                     |
| ۲۲    | ۱٫۳۵      | قلب‌الاسد         | آلفا شیر (α Leo)         | Regulus                   |
| ۲۳    | ۱٫۵       | عَذاری            | اپسیلون سگ بزرگ (ε CMa)  | Adharaz                   |
| ۲۴    | ۱٫۶۳      | گاما صلیب        | گاما چلیپا (γ Cru)       | Gacrux                    |
| ۲۵    | ۱٫۶۳      | لاندا کژدم       | لاندا کژدم (λ Sco)       | Shaula                    |
| ۲۶    | ۱٫۶۴      | ناجذ             | گاما شکارچی (γ Ori)      | Bellatrix                 |
| ۲۷    | ۱٫۶۵      | نطح              | بتا گاو (β Tau)          | Al Nath                   |
| ۲۸    | ۱٫۶۸      | آب آرام          | بتا شاه‌تخته (β Car)      | Miaplacidus               |
| ۲۹    | ۱٫۷       | نِظام             | اپسیلون شکارچی (ε Ori)   | Alnilam                   |
| ۲۹    | ۱٫۷۴      | نیر              | آلفا دُرنا (α Gru)        | Al Nair                   |
| ۳۰    | ۱٫۷۷      | جَون              | اپسیلون خرس بزرگ (ε UMa) | Alioth                    |
| ۳۱    | ۱٫۷۸*     | سهیل المحلف      | گاما بادبان (γ Vel)      | Suhail al Muhlif یا Regor |
| ۳۲    | ۱٫۷۹      | دُبّه              | آلفا خرس بزرگ ۱ (α۱ UMa) | Dubhe                     |
| ۳۳    | ۱٫۷۹      | مرفق‌الثریا       | آلفا برساووش (α Per)     | Mirphak                   |
| ۳۴    | ۱٫۸۴      | وَزن              | دلتا سگ بزرگ (δ CMa)     | Wezen                     |
| ۳۵    | ۱٫۸۵      | قوس جنوبی        | اپسیلون کمان (ε Sgr)     | Kaus Australis            |
| ۳۶    | ۱٫۸۶      | قائد             | اتا خرس بزرگ (η UMa)     | Alkaid                    |
| ۳۷    | ۱٫۸۶      | اپسیلون شاه‌تخته  | اپسیلون شاه‌تخته (ε Car)  | Avior                     |
| ۳۸    | ۱٫۸۷      | سرگس             | تتا کژدم (θ Sco)         | Sargas                    |
| ۳۹    | ۱٫۹       | شانه ارابه‌ران    | بتا ارابه‌ران (β Aur)     | Menkalinan                |
| ۴۰    | ۱٫۹۲      | آلفا مثلث جنوبی  | آلفا مثلث جنوبی (α TrA)  | Atria                     |
| ۴۱    | ۱٫۹۳      | هنعه             | گاما دوپیکر (γ Gem)      | Alhena                    |
| ۴۲    | ۱٫۹۴      | آلفا طاووس       | آلفا طاووس (α Pav)       | Peacock                   |
| ۴۳    | ۱٫۹۶      | دلتا بادبان      | دلتا بادبان (δ Vel)      | delta Velorum             |
| ۴۴    | ۱٫۹۸      | قلب‌الفرد         | آلفا مار باریک (α Hya)   | Alphard                   |
| ۴۵    | ۱٫۹۸      | سرپیشین          | آلفا دوپیکر (α Gem)      | Castor                    |
| ۴۶    | ۱٫۹۸      | مُرزِم             | بتا سگ بزرگ (β CMa)      | Murzim                    |
| ۴۷    | ۲٫۰       | حمل              | آلفا بره (α Ari)         | Hamal                     |
| ۴۸    | ۲٫۰۲*     | جُدَی (ستاره قطبی) | آلفا خرس کوچک (α UMi)    | Polaris                   |

* ستارگان فوق متغیر هستند و قدر ظاهری اعلام شده میانگین است.
درخشندگی سیاره‌های تیر، ناهید، بهرام، مشتری و کیوان نیز در گسترهٔ همین جدول قرار دارند.
اگر همه ستارگان را در ۱۰ پارسکی (هر پارسک برابر است با ۳۰٫۱ میلیون میلیون کیلومتر) بچینیم درخشندگی ستارگان به این ترتیب خواهد بود:
1. سهیل (درخشندگی آن ۱۹۰۰ برابر خورشید است)
2. بزبان (یک غول سرخ است)
3. کرکس نشسته
4. شباهنگ (یک جفت کوتوله سفید به نام توله دارد)
5. رجل قنطورس

## نام‌های دیگر
برخی از ستاره‌ها نام‌های گوناگونی در زبان پارسی دارند. گروهی از این نام‌ها از زبان پارسی میانه به ما رسیده‌اند مانند ونند، اپوش، تیر، تیشتر، سدویس، میخگاه، اسپور، بشن، یوغ، درفشه (درفشگ)، پسی، پها، پرک، اگست، پارند، مزده‌داد.
- شباهنگ: شِعرای یمانی، کاروان‌کُش، وَراهَنگ، شب‌کش، تیر، تیشتر.
- سهیل: پَرَک، اگست
- بزبان: عَیّوق، پارَند، مَزده‌داد، نگهبان.
- نگهبان شمال: سِماک رامح، حارس شمال، حارس‌السماء.
- کرکس نشسته: نسر واقع، وَنَند.
- کرکس پرنده: نسر طائر، یوغ (در پارسی میانه)
- پای شکارچی: رجل‌الجبار، رجل‌الجوزا
- شانه گاوران: منکب الجوزا
- قلب عقرب: سَدویس، اپوش، دل
- رأس پیکر پسین: رأس التوأم المؤخر
- رأس پیکر پیشین: رأس التوأم المقدم.
- جمع رأس پیکر پسین و رأس پیکر پیشین را در پارسی میانه رَخوَت می‌نامیدند.
- ابط الجوزا: یدالجوزا، بَشن
- شوله: دِرَفشه (درفشگ)
- سماک اعزل: اسپور
- دبران: پسی (پَسیگ)، پَها، چشم گاو
- هقعة‍الجوزا: بُزیسر
- شرطین: پَدیسپَر
- ستاره قطبی: جدی، میخگاه
- قائد: قائد بنات النعش، راهنمای هفت‌اورنگ
- شانه ارابه‌ران: (منکب ذی‌العنان)
- ناطح: رأس حَمَل
- دنب: ردف